# The Hunt for Red October (videogioco 1987)
The Hunt for Red October, a volte sottotitolato The Ultimate Submarine Combat Simulation, è un videogioco pubblicato a partire dal 1987 per molti tipi di home computer, tratto dal romanzo La grande fuga dell'Ottobre Rosso del 1984. È un simulatore di sottomarini dove si controlla l'Ottobre Rosso, un avanzatissimo sottomarino nucleare sovietico, con l'obiettivo, come nel romanzo, di attraversare l'Atlantico per disertare e consegnarsi agli Stati Uniti.
Venne pubblicato in inglese e in tedesco (Jagd auf Roter Oktober); esistono edizioni con il solo manuale in italiano, della Ital Video.
Non ha collegamenti con The Hunt for Red October uscito nel 1990, che è un gioco d'azione tratto dal film.

## Modalità di gioco
C'è una sola missione disponibile, che consiste in due parti, la fuga verso ovest partendo dal Mare di Norvegia e il rendez-vous con la marina statunitense presso la costa americana. I pericoli da evitare sono i complessi fondali, le mine e la marina sovietica, composta da navi e sottomarini e disposta anche a distruggere il proprio sottomarino disertore. La difficoltà della seconda parte varia a seconda delle prestazioni del giocatore nella prima. Anche le forze statunitensi possono diventare ostili se non approcciate nel modo giusto.
La schermata di gioco è divisa in quattro aree: un'area grande centrale che mostra la mappa strategica dell'Atlantico, la mappa locale generata dal sonar o la visuale tridimensionale dal periscopio, un'area sul lato sinistro con gli indicatori di navigazione, una sul lato destro con le icone di comando, e una in basso per i messaggi brevi di testo (solo nella versione Commodore 64 le tre aree secondarie sono tutte in basso).
Anche in assenza di mouse il controllo avviene tramite un puntatore, che in molte versioni è a forma di falce e martello.
Il controllo del sottomarino è composto da cinque funzioni principali richiamabili dalle icone: sonar, motori, armamenti, periscopio e mappe. A seconda della funzione cambia la visuale nell'area centrale e le icone mostrano altre funzioni più specifiche.
C'è la possibilità di salvare la partita e di mostrare una guida di riconoscimento dei vari tipi di navi nemiche.
La tattica da scegliere in genere è se attaccare, con alto rischio di essere a propria volta individuati, oppure se cercare di non farsi notare restando in silenzio e in profondità. L'Ottobre Rosso è dotato anche di uno speciale sistema di propulsione detto Caterpillar, che lo rende molto difficile da individuare, ma è molto lento.